# Municipio de Newton (Arkansas)
El municipio de Newton (en inglés: Newton Township) es un municipio ubicado en el condado de Faulkner en el estado estadounidense de Arkansas. En el año 2010 tenía una población de 836 habitantes y una densidad poblacional de 18,07 personas por km².

## Geografía
El municipio de Newton se encuentra ubicado en las coordenadas 35°8′23″N 92°11′58″O / 35.13972, -92.19944. Según la Oficina del Censo de los Estados Unidos, el municipio tiene una superficie total de 46.27 km², de la cual 46,26 km² corresponden a tierra firme y (0,03 %) 0,02 km² es agua.

## Demografía
Según el censo de 2010, había 836 personas residiendo en el municipio de Newton. La densidad de población era de 18,07 hab./km². De los 836 habitantes, el municipio de Newton estaba compuesto por el 95,33 % blancos, el 0,24 % eran afroamericanos, el 1,2 % eran amerindios, el 1,79 % eran de otras razas y el 1,44 % eran de una mezcla de razas. Del total de la población el 2,75 % eran hispanos o latinos de cualquier raza.